# Maine de Biran
Marie François Pierre Gonthier Maine de Biran, bedre kendt som Maine de Biran (født 29. november 1766, død 20 juli 1824), var en fransk filosof.

## Tanker
Maine de Birans filosofiske ry har været dårligt, på grund af hans obskure, anstrengende stil, og det faktum at kun få af hans karakteristiske skrifter blev udgivet, mens han levede: Essayet om vane (1803), en kritisk bedømmelse af Pierre Laromiguières forelæsninger (1817), og den filosofiske artikel Leibnitz i Biographie universelle (1819). Afhandling om tankens analyse (Sur la décomposition de la pensée) blev aldrig trykt. I 1834 blev teksterne dog udgivet af Victor Cousin som i 1841 tilføjede tre bind under titlen Œuvres philosophiques de Maine de Biran. Først med udgivelsen i 1859 (udgiveren var Édouard Naville) af Œuvres inédites de Maine de Biran, blev et sammenhængende billede af hans filosofiske udvikling muliggjort.
| filosofi | Spire Denne filosofiartikel er en spire som bør udbygges. Du er velkommen til at hjælpe Wikipedia ved at udvide den. |